# Laura Stevenson
Laura Stevenson (25 de abril de 1984) es una cantante y compositora estadounidense con sede en Long Island, Nueva York, y exmiembro de Bomb The Music Industry! en la cual tocaba el teclado.

## Biografía
Stevenson se crio en el Condado de Nassau, Nueva York. Su abuelo, Harry Simeone, fue un pianista y compositor de éxito que en sus obras se incluye "The Little Drummer Boy" y "Do You Hear What I Hear?". Su esposa, Margaret McCravy era un cantante de la banda de jazz liderada por Benny Goodman. Después de salir de casa para la universidad, Stevenson comenzó tanto a tocar la guitarra y como a escribir canciones.
Creciendo en Rockville Centre, Stevenson se hizo amigo de los miembros de The Arrogant Sons of Bitches. Después de que se disolvió en 2005, fue nombrada teclista para el nuevo proyecto del cantante, Jeff Rosenstock, Bomb The Music Industry!. En este punto, había escrito varias canciones que tocaba como solista. Mientras grababa y estaba de gira con Bomb The Music Industry!, empezó a armar su propia banda, que fue nombrada Laura Stevenson & the cans.
Inicialmente, la banda de Stevenson se componía fundamentalmente de los miembros de Bomb The Music Industry!. En el verano de 2007, Stevenson reclutó a Michael Campbell, de la banda de punk de Long Island Latterman para tocar el bajo con the cans. Se añadió Alex Billig en la trompeta y Lee Hartney en la guitarra, y un año después Stevenson comenzó a trabajar en su primera grabación de estudio.
Asian Man Records lanzó "un registro" el 13 de abril de 2010, en el LP y CD. El grupo pasó más de la mitad de ese año de gira en los Estados Unidos, Canadá, el Reino Unido y Europa Occidental en varias alineaciones: a veces tan pequeñas como se acaba de Stevenson y Campbell en las guitarras acústicas, y otras veces totalmente eléctricos con un triple -pieza de vientos, que incluía Lee Hartney en la trompeta. El grupo estuvo de gira con Bomb The Music Industry!, Maps & Atlases, Cults, y Cheap Girls.
La banda firmó oficialmente con el sello independiente de Nueva Jersey Don Giovanni Records en noviembre de 2010, y su segundo álbum, Sit Resist, fue lanzado el 26 de abril de 2011.
El tercer álbum de larga duración de Stevenson, Wheel, fue puesto en libertad el 23 de abril de 2013, por Don Giovanni Records. Pitchfork Media había estrenado previamente el primer sencillo del álbum, "Runner". Stevenson salió gira por los EE. UU. en abril y mayo en apoyo del álbum, junto con otra banda de Nueva York, Field Mouse.

## Los miembros de la banda Laura Stevenson
- Laura Stevenson: guitarra / voz
- Mike Campbell: Bajo
- Alex Billig: acordeón / trompeta
- Peter Naddeo: Guitarra
- Samantha Niss: Batería

## Discografía

### registros de larga duración
| Año  | Álbum |
| ---- | --- |
| 2010 | A Record - Lanzamiento: 6 de marzo de 2010 - Discrografica: Asian Man Records - Formato: CD, LP, Descarga digital      |
| 2011 | Sit Resist - Lanzamiento: 26 de abril , 2011 - Discrografica: Don Giovanni Records - Formato: CD, LP, Descarga digital |
| 2013 | Wheel - Lanzamiento: 23 de abril , 2013 - Discrografica: Don Giovanni Records - Formato: CD, LP, Descarga digital      |
| 2014 | Cocksure - Lanzamiento: 30 de octubre , 2015 - Discrografica: Don Giovanni Records - Formato: CD, LP, Descarga digital |

- Datos: Q13561998
- Multimedia: Laura Stevenson / Q13561998